# Каммингс, Зак
Зак Ка́ммингс (англ. Zak Cummings; род. 2 августа 1984, Ирвинг) — американский боец смешанного стиля, представитель средней и полусредней весовых категорий. Выступает на профессиональном уровне начиная с 2007 года, известен по участию в турнирах бойцовских организаций UFC, Bellator, Strikeforce, Titan FC, MFC и др. Участник бойцовского реалити-шоу The Ultimate Fighter.

## Биография
Зак Каммингс родился 2 августа 1984 года в городе Ирвинг штата Техас, США. В возрасте трёх лет вместе с родителями переехал на постоянное жительство в Спрингфилд, штат Миссури. Во время учёбы в местной старшей школе занимался борьбой, играл в футбол, бейсбол, баскетбол. Поступив в колледж, присоединился к студенческой борцовской команде и регулярно выступал на соревнованиях. Из-за травмы вынужден был отказаться от карьеры борца и перевёлся в Университет штата Миссури, тогда же начал задумываться о карьере бойца ММА — одержал шесть побед среди любителей.
Позже освоил бразильское джиу-джитсу, впоследствии удостоился в этой дисциплине чёрного пояса, получив его из рук мастера Леонарду Песаньи.

### Начало профессиональной карьеры
Дебютировал в смешанных единоборствах на профессиональном уровне в ноябре 2007 года, на турнире организации Titan Fighting Championships победил своего соперника единогласным решением судей. Дрался в небольших американских промоушенах, преимущественно на территории штатов Миссури и Айова — из всех поединков неизменно выходил победителем.
Первое в профессиональной карьере поражение потерпел в сентябре 2009 года — в главном бою турнира Strikeforce встретился с Тимом Кеннеди и во втором раунде вынужден был сдаться, попавшись на удушающий приём «север-юг». Затем последовало поражение по очкам от Элвиса Мутапчича в бою за титул чемпиона MCC в среднем весе.
В августе 2010 года Каммингс отметился победой над Руди Бирсом на турнире Bellator.
Благодаря череде удачных выступлений в апреле 2011 года удостоился права оспорить титул чемпиона канадской организации Maximum Fighting Championship, но по истечении всех пяти раундов судьи единогласно отдали победу его сопернику Райану Джиммо.

### The Ultimate Fighter
Имея в послужном списке 15 побед и только три поражения, в 2013 году Каммингс попал в число участников 17 сезона популярного бойцовского реалити-шоу The Ultimate Fighter. Он в первом же раунде нокаутировал своего соперника Ника Фекете на отборочном этапе и под третьем номером был выбран в команду наставника Чейла Соннена.
Тем не менее, уже в следующем поединке решением большинства судей проиграл Дилану Эндрюсу.

### Ultimate Fighting Championship
Несмотря на проигрыш в шоу TUF, Каммингс всё же получил возможность подписать контракт с крупнейшей бойцовской организацией мира Ultimate Fighting Championship и в августе 2013 года благополучно дебютировал здесь — в полусреднем весе принудил к сдаче Бена Аллоуэя и заработал бонус за лучшее выступление вечера.
В 2014 году выиграл единогласным решением у Иана Кабрала, но проиграл сдачей Гуннару Нельсону.
В 2015 году одержал победу техническим нокаутом над Домиником Стилом.
Продолжая выступать в полусреднем дивизионе, в 2016 году три раза выходил драться в октагон UFC: выиграл у Николаса Дальби и Александра Яковлева, однако потерпел поражение от Сантьяго Понциниббио.
В апреле 2018 года технической сдачей взял верх над Натаном Коем.

## Статистика в профессиональном ММА
| Боёв 31  | Побед 24 | Поражений 7 |
| -------- | -------- | ----------- |
| Нокаутом | 5        | 0           |
| Сдачей   | 11       | 2           |
| Решением | 8        | 5           |

| Результат | Рекорд | Соперник             | Способ                                  | Турнир                                        | Дата             | Раунд | Время | Место                      | Примечание                                                |
| --------- | ------ | -------------------- | --------------------------------------- | --------------------------------------------- | ---------------- | ----- | ----- | -------------------------- | --------------------------------------------------------- |
| Победа    | 24-7   | Алессио ди Кирико    | Единогласное решение                    | UFC Fight Night: Smith vs. Rakić              | 29 августа 2020  | 3     | 5:00  | Лас-Вегас, США             |                                                           |
| Поражение | 23-7   | Омари Ахмедов        | Единогласное решение                    | UFC 242                                       | 7 сентября 2019  | 3     | 5:00  | Абу-Даби, ОАЭ              |                                                           |
| Победа    | 23-6   | Тревин Джайлс        | Сдача (гильотина)                       | UFC Fight Night: dos Anjos vs. Lee            | 18 мая 2019      | 3     | 4:01  | Рочестер, США              |                                                           |
| Победа    | 22-6   | Тревор Смит          | Единогласное решение                    | UFC on Fox: Lee vs. Iaquinta 2                | 15 декабря 2018  | 3     | 5:00  | Милуоки, США               | Вернулся в средний вес.                                   |
| Поражение | 21-6   | Мишел Празерис       | Раздельное решение                      | UFC Fight Night: Maia vs. Usman               | 19 мая 2018      | 3     | 5:00  | Сантьяго, Чили             |                                                           |
| Победа    | 21-5   | Натан Кой            | Technical Submission (guillotine choke) | UFC on Fox: Johnson vs. Reis                  | 15 апреля 2017   | 1     | 4:21  | Канзас-Сити, США           |                                                           |
| Победа    | 20-5   | Александр Яковлев    | Сдача (рычаг локтя)                     | UFC Fight Night: Mousasi vs. Hall 2           | 19 ноября 2016   | 2     | 4:02  | Белфаст, Северная Ирландия | Бой в промежуточном весе 78,4 кг; Каммингс не сделал вес. |
| Поражение | 19-5   | Сантьяго Понциниббио | Единогласное решение                    | UFC Fight Night: Rodríguez vs. Caceres        | 6 августа 2016   | 3     | 5:00  | Солт-Лейк-Сити, США        |                                                           |
| Победа    | 19-4   | Николас Дальби       | Единогласное решение                    | UFC Fight Night: Rothwell vs. dos Santos      | 10 апреля 2016   | 3     | 5:00  | Загреб, Хорватия           |                                                           |
| Победа    | 18-4   | Доминик Стил         | TKO (удары руками)                      | UFC on Fox: Dillashaw vs. Barão 2             | 25 июля 2015     | 1     | 0:43  | Чикаго, США                |                                                           |
| Поражение | 17-4   | Гуннар Нельсон       | Сдача (удушение сзади)                  | UFC Fight Night: McGregor vs. Brandao         | 19 июля 2014     | 2     | 4:48  | Дублин, Ирландия           |                                                           |
| Победа    | 17-3   | Иан Кабрал           | Единогласное решение                    | UFC Fight Night: Brown vs. Silva              | 10 мая 2014      | 3     | 5:00  | Цинциннати, США            |                                                           |
| Победа    | 16-3   | Бен Аллоуэй          | Сдача (удушение д’Арсе)                 | UFC Fight Night: Condit vs. Kampmann 2        | 28 августа 2013  | 1     | 4:19  | Индианаполис, США          | Дебют в полусреднем весе. Приём вечера.                   |
| Победа    | 15-3   | Брэндон Ньюсам       | Сдача (гильотина)                       | Slay Marketing: Fight Night Returns           | 24 марта 2012    | 1     | 2:38  | Спрингфилд, США            |                                                           |
| Победа    | 14-3   | Ламонт Стеффорд      | Сдача (удушение сзади)                  | Slay Marketing                                | 11 февраля 2012  | 1     | 1:46  | Спрингфилд, США            |                                                           |
| Поражение | 13-3   | Райан Джиммо         | Единогласное решение                    | MFC 29: Conquer                               | 8 апреля 2011    | 5     | 5:00  | Уинсор, Канада             | Бой за титул чемпиона MFC в полутяжёлом весе.             |
| Победа    | 13-2   | Джонатан Смит        | TKO (удары руками)                      | SMMA: The Proving Ground                      | 19 февраля 2011  | 1     | 0:50  | Спрингфилд, США            |                                                           |
| Победа    | 12-2   | Деннис Рид           | Сдача (рычаг локтя)                     | XCF 13: Cummings vs. Reed                     | 18 сентября 2010 | 1     | 0:58  | Спрингфилд, США            |                                                           |
| Победа    | 11-2   | Руди Бирс            | Сдача (удушение д’Арсе)                 | Bellator 26                                   | 26 августа 2010  | 1     | 1:27  | Канзас-Сити, США           |                                                           |
| Поражение | 10-2   | Элвис Мутапчич       | Единогласное решение                    | Midwest Cage Championships 27                 | 11 июня 2010     | 5     | 5:00  | Де-Мойн, США               | Бой за титул чемпиона MCC в среднем весе.                 |
| Поражение | 10-1   | Тим Кеннеди          | Сдача (удушение север-юг)               | Strikeforce Challengers: Kennedy vs. Cummings | 25 сентября 2009 | 2     | 2:43  | Талса, США                 |                                                           |
| Победа    | 10-0   | Доминик Браун        | TKO (удары руками)                      | FM: Productions                               | 9 мая 2009       | 1     | 2:19  | Спрингфилд, США            |                                                           |
| Победа    | 9-0    | Терри Мартин         | Раздельное решение                      | XCF: Rumble in Racetown 1                     | 14 февраля 2009  | 3     | 5:00  | Дейтона-Бич, США           |                                                           |
| Победа    | 8-0    | Коул Дженнет         | Сдача (залом шеи)                       | MCC 17: Thanksgiving Throwdown                | 26 ноября 2008   | 1     | 2:11  | Уэст-Де-Мойн, США          | Выиграл титул чемпиона MCC в среднем весе.                |
| Победа    | 7-0    | Лео Пла              | TKO (удары руками)                      | FM: Productions                               | 13 сентября 2008 | 2     | 3:48  | Спрингфилд, США            |                                                           |
| Победа    | 6-0    | Дэнни Андерсон       | Единогласное решение                    | MCC 15: Lights Out!                           | 25 июля 2008     | 3     | 5:00  | Де-Мойн, США               |                                                           |
| Победа    | 5-0    | Джейсон Брум         | TKO (удары руками)                      | ISCF: Brawl at the Hall                       | 9 мая 2008       | 2     | 2:21  | Джоплин, США               |                                                           |
| Победа    | 4-0    | Виктор Морено        | Сдача (американа)                       | MCC 13: Contenders                            | 25 апреля 2008   | 2     | 2:19  | Урбандейл, США             |                                                           |
| Победа    | 3-0    | Джеймс Банч          | Сдача (удушение)                        | FM: Productions                               | 18 апреля 2008   | 2     | 1:34  | Ролла, США                 |                                                           |
| Победа    | 2-0    | Руди Бирс            | Сдача (удушение)                        | FM: Productions                               | 1 февраля 2008   | 3     | 2:08  | Ролла, США                 |                                                           |
| Победа    | 1-0    | Рон Джексон          | Единогласное решение                    | Titan FC 10                                   | 28 ноября 2007   | 3     | N/A   | Канзас-Сити, США           |                                                           |